# Rừng Bryansk gầm lên dữ dội
"Rừng Bryansk gầm lên dữ dội" (tiếng Nga: Шумел сурово Брянский лес, Shumel surova Bronski les) là tỉnh ca của tỉnh Bryansk, một chủ thể liên bang của Nga. Nó được sáng tác bởi A.V. Sofronov, và được phổ nhạc bởi S.A. Katz. Nó được chấp nhận bởi Hội đồng tỉnh Bryansk vào ngày 5 tháng 11 năm 2008.
Nội dung của bài hát nói đến Cuộc chiến tranh Vệ quốc vĩ đại của du kích Liên Xô chống lại quân đội Đức Quốc xã trong một khu rừng ở Bryansk.

## Lời
| Tiếng Nga (ký tự Cyrill) | Latinh hóa | Tiếng Việt |
| --- | --- | --- |
| Шумел сурово Брянский лес, Спускались синие туманы, И сосны слышали окрест, Как шли на немцев партизаны. Тропою тайной меж берёз Спешили дебрями густыми, И каждый за плечами нёс Винтовку с пулями литыми. И грозной ночью на врагов На штаб фашистский налетели, И пули звонко меж стволов В дубравах брянских засвистели. В лесах врагам спасенья нет: Летят советские гранаты, И командир кричит им вслед: «Громи захватчиков, ребята!» ...Шумел сурово Брянский лес, Спускались синие туманы, И сосны слышали окрест, Как шли с победой партизаны. | Shumel surovo Bryanskiy les, Spuskalisʹ siniye tumany, I sosny slyshali okrest, Kak shli na nemtsev partizany. Tropoyu taynoy mezh beryoz Speshili debryami gustymi, I kazhdyy za plechami nyos Vintovku s pulyami litymi. I groznoy nochʹyu na vragov Na shtab fashist·skiy naleteli, I puli zvonko mezh stvolov V dubravakh bryanskikh zasvisteli. V lesakh vragam spasenʹya net: Letyat sovet·skiye granaty, I komandir krichit im vsled: «Gromi zakhvatchikov, rebyata!» ...Shumel surovo Bryanskiy les, Spuskalisʹ siniye tumany, I sosny slyshali okrest, Kak shli s pobedoy partizany. | Một tiếng ồn ào vĩ đại trong rừng Bryansk, Sương mù màu xanh rơi xuống rừng, Nơi có những cây thông đứng, Khi du kích chống lại người Đức. Trên lối đi bí mật giữa những cây bạch dương Họ vội vã đi qua vùng đất dày đặc hoang dã, Và mọi người vác trên vai Một khẩu súng trường và đạn (chì). Trong một cuộc chiến khủng khiếp, chống lại kẻ thù Chống lại quân đội của Đức Quốc xã, họ đã đi xuống Và những viên đạn đang hát giữa những thân cây Và huýt sáo trong rừng sồi Bryansk Trong rừng không có lối thoát cho kẻ thù Từ những lựu đạn Xô viết bay Và chỉ huy hét lên sau họ "Tiêu diệt những kẻ xâm lược này, các chàng trai của tôi!" Một tiếng ồn ào hùng vĩ trong rừng Bryansk Sương mù màu xanh rơi xuống rừng Nơi có những cây thông đứng Khi các du kích diễu hành chiến thắng |